# Кен Нкуба
Кен Нкуба Чиєнд (фр. Ken Nkuba Tshiend, нар. 21 січня 2002, Монс, Бельгія) — бельгійський футболіст конголезького походження, вінгер клубу «Генк».

## Ігрова кар'єра

### Клубна
Кен Нкуба починав займатися футболом у рідному місті Монс у місцевому футбольному клубі. Пізніше він пройшов молодіжні команди клубів «Рояль Ексель Мускрон» та «Шарлеруа». Саме із „зебрами“ у жовтні 2018 року футболіст підписав перший професійний контракт. І в той же день — 26 жотвня Нкуба дебютував в основі «Шарлеруа» у матчах чемпіонату Бельгії, вийшовши на заміну в поєдинку проти «Гента». Нкуба став першим гравцем чемпіонату Ббельгії, які народилися у 2002 році.
У січні 2024 року Нкуба перейшов до складу «Генка», з яким підписав контракт до червня 2028 року. 31 січня футболіст зіграв першу гру у новій команді. Та через травму змушений був пропустити більшу частину ігрового часу.

### Збірна
5 червня 2022 року у матчі проти молодіжної збірної Шотландії Кен Нкуба дебютував у складі молодіжної збірної Бельгії.